# FAR 라바트

AS FAR 라바트(아랍어: الجمعية الرياضية للقوات المسلحة الملكية)는 모로코의 명문 축구단으로 수도 라바트를 연고지로 하는 팀이다. 이 팀은 1958년에 창단되었으며, 과거에는 모로코 육군 축구단으로 알려졌다. 현재는 보톨라에 참가하고 있다.
1985년에는 아프로-아시안 클럽 챔피언십에서 대우 로얄즈와 경기를 하기도 하였다.

## 성적

### 모로코 국내 대회
- 보톨라: 우승 12회 (1961, 1962, 1963, 1964, 1967, 1968, 1970, 1984, 1987, 1989, 2005, 2008, 2023), 준우승 7회(1960, 1971, 1991, 2004, 2006, 2007, 2012)
- 쿠프 뒤 트롱: 우승 12회 (1959, 1971, 1984, 1985, 1986, 1999, 2003, 2004, 2007, 2008, 2009, 2020), 준우승 5회(1988, 1990, 1996, 1998, 2012)

### 국제 대회
- CAF 챔피언스리그: 우승 3회 (1985)
- CAF 컵: 우승 1회 (2005)

## 선수 명단

### 현역
참고: FIFA 자격 규정에 따라 소속된 국가대표팀 국기를 표시합니다. 선수는 복수의 FIFA 비회원국 국적을 가지고 있을 수 있습니다.
| 번호 | 포지션 | 국적 | 이름 |
| ---- | ------ | ---- | ---- |

| 번호 | 포지션 | 국적     | 이름                  |
| ---- | ------ | -------- | --------------------- |
| -    | DF     | 모리타니 | 노아 모하메드 엘 압드 |

## 역대 감독
| 감독              | 임기        |
| ----------------- | ----------- |
| 사비노 바리나가   | 1970 ~ 1971 |
| 사비노 바리나가   | 1973 ~ 1974 |
| 사비노 바리나가   | 1980 ~ 1982 |
| 알랭 지레스       | 2001 ~ 2003 |
| 발터르 메이위브스 | 2007 ~ 2009 |